# Porphyrinia guichardi
Porphyrinia guichardi là một loài bướm đêm trong họ Noctuidae.